# Enicospilus erythrocerus
Enicospilus erythrocerus är en stekelart som först beskrevs av Cameron 1905.  Enicospilus erythrocerus ingår i släktet Enicospilus och familjen brokparasitsteklar. Inga underarter finns listade i Catalogue of Life.